# Roelof Theodorus Overakker
Roelof Theodorus Overakker (* 9. Januar 1890 in Haarlem, Niederlande; † 9. Januar 1945 im Fort de Kock, Bukittinggi, Sumatra) war ein niederländischer Generalmajor der Infanterie. Ab dem 20. Juli 1912 diente er bei einer Einheit der Koninklijk Nederlandsch-Indisch Leger.
Am 9. Februar 1942 wurde Overakker zum Territorialkommandanten von Sumatra-Mitte ernannt. Im Verlauf der japanischen Eroberung Sumatras von Mitte Februar bis Ende März 1942 musste er sich mit seinen Einheiten nach Kutatjane in Nordsumatra zurückziehen. Dort ergab er sich am 28. März mit 2000 Mann den Japanern. Overacker wurde im Januar 1945 im Fort de Kock in Gefangenschaft erschossen.
Im November 1947 wurde ihm postum das Bronzene Kreuz und am 25. Juli 1952 der Militärische Willems-Orden, Ritter der 4. Klasse verliehen.